# انحصار دوجانبه

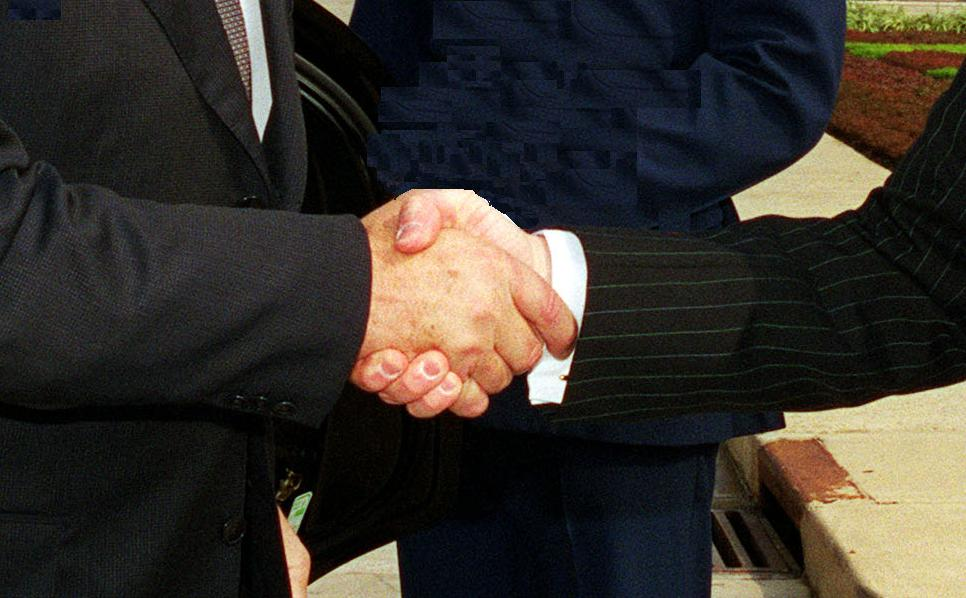
عکس‌های نزدیک از دست دادن

انحصار دوجانبه (به انگلیسی: Bilateral monopoly) یا انحصار دوگانه به بازاری گفته می‌شود که در آن یک خریدار با یک فروشنده روبرو می‌شود. یکی از نکات مهمی که تحلیل اقتصادی انحصار دوجانبه (همانند انحصار دونفره یا duopoly) را مشکل می‌سازد وجود وابستگی متقابل در تصمیم‌گیری‌ها می‌باشد.